# سعاد الفاتح البدوي
سعاد الفاتح محمد البدوي من مواليد 1 كانون الثاني (يناير) 1932، هي أكاديمية وسياسية وبرلمانية وصحفية سودانية. اشتهرت بفضل نشاطِها الكبير في مجال الدفاع والدعوة إلى حقوق المرأة كما زادت شهرتها في العالم العربي والإسلامي بالخصوص بسبب دعمها الكبير واللامتناهي للإسلاموية.
حصلت البدوي على مجموعة من الشهادات بما في ذلك شهادات مرموقة إلى حد ما من جامعة الخرطوم ومن مدرسة الدراسات الشرقية والإفريقية في جامعة لندن. أصبحت أستاذة اللغة العربية في جامعة أم درمان الإسلامية في عام 1980. لها ارتباط وثيق بالإسلام حيث انضمت لجماعة الإخوان المسلمون في أوائل عام 1950 لتكون بذلك من بين أوائل النساء المنتسبن لهذه الجماعة. انضمت البدوي في وقت لاحق إلى الجبهة الإسلامية الوطنية ولعبت دوراً كبيراً عام 1980 خلال سنّ الجبهة لبعض المصطلحات في الهيئة التشريعية الوطنية. عملت أيضا في برلمان عموم أفريقيا.

## النشأة
وُلدت البدوي في مدينة الأبيض بمحافظة كردفان. جدها من أبيها كان عالم إسلامي بارز في أم درمان في حين شغل والدها منصب مفوض منطقة في إحدى المكاتب أثناء السودان الإنجليزي المصري واستمر في نفس المنصب بعد الاستقلال في عام 1956. بسبب طبيعة عمل والدها؛ عاشت البدوي في عدد من المدن المختلفة مثل الأطفال حيث أمضت فترات متفاوتة  في كل من الأبيض -المدينة الأم- البربر، عطبرة ثم العاصمة الخرطوم وأم درمان. أكملت تعليمها الثانوي بدعم من والدها الذي كان ليبرالي التوجه ولم يكن يُمانع تعليم الفتيات على الرغم من طبيعة المجتمع السوداني والأفكار السائدة داخله في ذلك الوقت. أكملت البدوي  دراسة بكالوريوس الآداب في جامعة الخرطوم ونالت هذه الشهادة المرموقة في عام 1956 باعتبارها واحدة من أول أربع نساء يحصلن على شهادة ما في الدراسات العليا من كلية الآداب. عملت مُدرِّسة في المدرسة الثانوية لفترة ثم ذهبت إلى إنجلترا لاستكمال دراستها. تخرجت في عام 1961 من مدرسة الدراسات الشرقية والإفريقية في جامعة لندن حيث نالت شهادة ماجستير في الآداب وبالتحديد في اللغة العربية.
بعد عودتها من إنجلترا؛ عُيّنت البدوي كرئيسة قسم التاريخ في كلية المعلمين. عملت في وقت لاحق  كمفتشة في وزارة التربية والتعليم في الخرطوم، ثم انتقلت في عام 1969 إلى المملكة العربية السعودية للعمل كمستشارة لدى اليونسكو. شاركت في إنشاء كلية التربية في الرياض وشغلت منصب عميد الكلية لفترة وجيزة كما شاركت في تحرير مجلة الكلية. عادت البدوي إلى السودان حيث أكملت دراستها للدكتوراه في اللغة العربية في جامعة الخرطوم ونالت الشهادة في عام 1974 ثم عملت في عام 1980 كأستاذة مشاركة في تدريس اللغة العربية في جامعة أم درمان الإسلامية. شغلت بعد فترة وجيزة من ذلك منصب نائبة نائب المستشار في جامعة الإمارات العربية المتحدة ثم عادت إلى جامعة أم درمان في عام 1983 حيث عملت كعميدة كلية البنات لتُصبح أول امرأة تشغل هذا المنصب. في وقت مبكِر من عام 1990 حصلت البدوي على ساباتيكال باعتبارها باحثة ما بعد الدكتوراه في جامعة إدنبرة في إسكتلندا.

## السياسة
شاركت البدوي في المجال السياسي منذ صغرها، حيث دعمت مختلف المجموعات النسائية من العام 1950 حتى العام 1960. مثّلت هذه السيدة دولة السودان في العديد من المحافل الدولية بما في ذلك مؤتمر المرأة العربية عام 1956 ثم مؤتمر المرأة في الاتحاد السوفياتي عام 1957. انضمت البدوي للاتحاد النسائي السوداني لكنها تركت وأخريات الفريق بسبب الصراعات الإيديولوجية. ساعدت في إنشاء جبهة فريق وطني للمرأة بعد أن كانت من بين الأوليات المنضمات لجماعة الإخوان المسلمين.
أصبحت البدوي في عام 1981 عضوة في المجلس الشعبي الوطني والمجلس التشريعي السوداني في عهد الرئيس جعفر النميري، ثم خدمت في الجمعية الوطنية من 1996 إلى 2005 قبل أن يتم انتخابها في عام 2004 في برلمان عموم أفريقيا. خلال مُنتصف الثمانينيات كان البدوي واحدة من اثنتين فقط من المشرعات في السودان، كما كانت عضوة بارزة في الجبهة الإسلامية الوطنية وهو حزب إسلامي سياسي تابع لجماعة الإخوان وينشط في السودان بشكل خاص. في المنتدى الدولي الذي عُقد عام 1996 تكلمت البدوي عن الإسلام والنسوية ثم رفض فكرة الحركة النسوية الإسلامية التي تتنافى مع التقوى.

## الصحافة
أصبحت في عام 1956 أول رئيسة تحرير في مجلة المنار وهي مجلة شهرية تصدر عن مكتب المرأة في جماعة الإخوان المسلمين. قادت في السنة التالية وفدا من الإناث الصحفيات السودانيات إلى فرنسا والمملكة المتحدة، ثم استمرت في الدعوة والدفاع عن حقوق المرأة بالتزامن مع تحرير المقالات حتى عام 1964 عندما بلغت مجلة المنار أوج عطائها وتُؤكد الكثير من المصادر على أن المجلة قد أثّرت بشكل كبير على الناخبات في الانتخابات العامة عام 1965. في السنوات اللاحقة باتت البدوي منتجة في الإذاعة والتلفزيون كما عملت على كتابة عشرات المقالات والقصص في مختلف الصحف السودانية.